# Веринг, Ян
Ян Веринг (нем. Jan Vering, 6 мая 1954, Мюнстер, Северный Рейн-Вестфалия — 1 января 2021, Вильнсдорф, Северный Рейн-Вестфалия) — немецкий евангелический певец, журналист и театральный драматург.

## Биография
Веринг родился в Мюнстере, а вырос в Фехте. Интерес к госпел-музыке пробудился в шестилетнем возрасте благодаря духовной пластинке Одетты. Затем последовали формирующие записи Махалии Джексон, которую он видел на концерте в 12-летнем возрасте, а также Джона Литтлтона (с которым он познакомился в начале 1980-х на записи для французской радиостанции «Antenne 1») и квартета Golden Gate (с которым он познакомился в 2007 году в Театре Аполлона в Зигене). Его страсть к музыке госпел усилилась, когда после ограбления во время поездки в Новый Орлеан он нашёл приют у госпел-певицы Мириам Калман, которая жила со своей семьей в гетто.
С 1973 по 1976 год выпустил четыре музыкальные кассеты, а также живую запись концерта в Бордо. Концертные туры, в сопровождении гитаристов Вольфганга Шенке и Вильфрида Гренца и/или пианиста Роланда Нетцельмана, постепенно охватили все уголки Федеративной Республики Германии, а вскоре стали проходить и за её пределами.
Ян исполнял спиричуэлс, евангельские песни и песни Дюка Эллингтона, а также такие песни, как «Пират Дженни» Брехта и Вайля. Свой весьма примечательный в прямом смысле слова репертуар он связывал с модерациями, считавшимися в то время необычными, часто комедийными, всегда вызывающими дискуссии. Его приглашали протестантские, католические или свободные церковные общины, а также культурные учреждения, джаз-клубы, молодёжные центры и церковные конференции (Кирхентаги). Часто выступал с пианистом Йоханнесом Ничем и гитаристом Вернером Хаксом. В 1978 году Веринг выпустил свой концертный альбом Shout For Joy, («настоящий» немецкий дебют), записанный в Марбурге с Детским хором Вецлара под управлением Маргрет Биркенфельд и спродюсированный Йоханнесом Ничем. В сотрудничестве с Маргрет Биркенфельд и Детским хором Вецлара в 1981 году последовала детская пластинка «Толстые и тонкие песни и люди», которая в основном содержала песни французского доминиканца Пере Коканьяка, с которым Веринг появился в телевизионной программе в Париже два года спустя. В 1981 году Ян Веринг и певица Пэт Гарсия дали свои первые рождественские концерты под девизом «Черное и белое вместе». В 1983 году он принял участие в проекте писателя Кристиана А. Шварца и композитора Зигфрида Фитца о Мартине Лютере Кинге «У меня есть мечта» (нем. «Ich habe einen Traum»). Эта программа стала самой известной в репертуаре Веринга, как и его ежегодные концертные туры с программой о Кинге, пластинка вошла в немецкий «список лучших». В 2009 году Веринг вновь исполнил эти песни со сцены в ходе двух с половиной часов сценического концептуального вечера в Зигенском театре Аполлона вместе с вокальным ансамблем TonArt и группой из четырёх человек. К удивлению всех причастных, два запланированных театральных спектакля превратились в 40 спектаклей с аншлагами — самая успешная на сегодняшний день собственная постановка молодого театра Зигена. 31 октября 2017 года постановка возвращена в репертуар театра «Аполлон».
Своим любимым Веринг назвал свой джазовый альбом How It Feels To Be Free, выпущенный в 1984 году. В 1985 году он гастролировал по десяти университетским городам Германии, включая Майнц, Бонн и Мюнхен, в составе немецкой студенческой миссии. В то время он также регулярно гастролировал в ГДР.
Певческая карьера Веринга продолжалась в течение 18 лет, он дал более 2500 концертов в Европе.
В 1989 году Веринг начал сотрудничать как журналист в Westfälische Rundschau в Зигене. Много лет он возглавлял сообщество молодых людей с криминальным прошлым или проблемами с алкоголем и наркотиками. Вместе с художницей Маргрет Кнооп-Шельбах выполнил проект «Церкви блаженств» в Лобенхаузене (недалеко от Кёрле) и музея Маргрет-Кнооп-Шельбах в ратуше Кёрлера.
В 2007 году перешёл на должность драматурга в театре «Аполлон», а 10 лет спустя вышел на пенсию. Вскоре после этого, на рубеже 2017/2018 года, Веринг был обвинён в жестком обращении с детьми (попытка неправомерного использования или хранения детской порнографии или произведений и файлов с молодёжной порнографией), основное судебное слушание по делу, включавшему обвинение Веринга в одиннадцати случаях сексуального насилия над молодыми людьми, должно было состояться в феврале 2021 года.
Умер в доме престарелых в Вильнсдорфе в ночь на 1 января 2021 года.